# Willughbeia coriacea
Willughbeia coriacea là một loài thực vật có hoa trong họ La bố ma. Loài này được Wall. miêu tả khoa học đầu tiên năm 1832.